# Taste of Blues
Taste of Blues var ett psykedeliskt rockband som bildades 1967 i Malmö.
Taste of Blues bestod av Anders Stridsberg (sång), Rolf Fredenberg (gitarr), Claes Ericsson (keyboards, fiol), Robert Möller (bas) och Patrik Erixson (trummor). Då bandet 1969 spelade in albumet Schizofrenia (SSR LP501) hade dock Stridsberg ersatts av den amerikanske sångaren Don Washington. Bandet upplöstes en kort tid efter att detta album utgivits och Ericsson och Erixson bildade därefter Asoka. Albumet Schizofrenia återutgavs 1992 på vinyl på etiketten Garageland Records och som CD på Transubstans Records. Två låtar som inspelats 1968 med den ursprunglige sångaren Stridsberg inkluderades 2005 på CD-utgåvan av Asokas självbetitlade album.

## Medlemmar
Senaste medlemmar
- Claes Ericsson – orgel, violin (1967–1969)
- Patrik Erixson – trummor (1967–1969)
- Rolf Fredenberg – gitarr (1967–1969)
- Robert Möller – basgitarr (1967–1969)
- Don Washington – sång (1968–1969)

Tidigare medlemmar
- Anders Stridsberg – sång (1967–1968)

## Diskografi
Studioalbum
- 1969 – Schizofrenia (LP, återutgiven som LP 1992 och som CD 2010)